# Riding on a Train
Riding on a Train is een nummer van de Britse band The Pasadenas uit 1988. Het is de tweede single van hun debuutalbum To Whom It May Concern.
"Riding on a Train" is een vrolijk nummer waarin de liedverteller zijn liefde voor zijn vriendin bezingt. Het nummer was de opvolger van de hit Tribute (Right On) en werd wederom in een aantal landen een hit. Zo bereikte de plaat de 13e positie in het Verenigd Koninkrijk. In de Nederlandse Top 40 bereikte het de 4e positie, en in de Vlaamse Radio 2 Top 30 de 6e. Hiermee was het succes van de voorganger echter niet geëvenaard.

## Tracklijst
- 7"

1. "Riding on a Train" - 4:15
2. "A Little Love" - 4:58